# Mongomeyen
Mongomeyen (ou Bengonbeyene, Mengomeyén) é uma cidade da Guiné Equatorial localizada na província de Wele Nzas na Região Continental.